# Peter Nice
Nelson (geboren als Peter Nice) ist ein britischer Rockmusiker. In den 1980er-Jahren war Nelson Frontmann der Punk-Band Three Times a Day, die kommerziell jedoch nicht sehr erfolgreich war, und spielte zusammen mit Martin Newell bei The Cleaners from Venus und The Brotherhood of Lizards.
Von 1990 bis 2012 spielte Nelson Bass bei New Model Army und hatte mit seinem Bass-Spiel entscheidenden Anteil am Sound der Band. Nelson ist jedoch nicht nur Bassist, sondern ein musikalisches Allround-Talent. So beherrscht er neben Bass, Gitarre, Gesang auch noch das Schlagzeug. Mit seiner eigenen Band Kip Keino geht er auf musikalisch neuen Wegen mit ungewohnten klanglichen Experimenten.
Anfang 2012 gab New Model Army auf der bandeigenen Website bekannt, dass ihr Bassist Nelson aus familiären und persönlichen Gründen die Band nach 22 Jahren verlassen hat. Dabei wies die Band darauf hin, dass die Trennung nichts mit einem kurz vorher ausgebrochenen Feuer im Studio der Band oder anderen bandinternen Angelegenheiten zu tun habe.